# Luis Maidana
Luis María Maidana Silveira (født 22. februar 1934 i Piriápolis, Uruguay) er en uruguayansk tidligere fodboldspiller (målmand).
Maidana spillede 10 kampe for det uruguayanske landshold. Han var en del af landets trup til både VM 1962 i Chile, men kom dog ikke på banen i turneringen. På klubplan spillede han 10 år for Montevideo-storklubben Peñarol.